# ダンスダブル
ダンスダブルとは、映画やテレビで登場人物の役作りのために、危険なダンスや身体的に難しいダンスの一部を代わりに演じてくれるスタントダブルの一種である。
高度な訓練を受けたプロフェッショナルが、俳優や女優がダンサーの役を説得力を持って演じられるように、身体、ダンステクニック、身体表現、芸術性を提供する。
2010年の第83回アカデミー賞では、ナタリー・ポートマンが主演作『ブラック・スワン』でアカデミー賞主演女優賞を受賞した後、同作におけるヒロインの踊りのうち、どこからがポートマンへの評価で、彼女の「ダンスダブル」であるアメリカン・バレエ・シアターのソリスト、サラ・レーンに対する評価となっているかという論争が起こった。

## 映画におけるダンスダブルの一覧
| 年   | 映画                         | キャラクター         | 俳優                   | ダブル                     |
| ---- | ---------------------------- | -------------------- | ---------------------- | -------------------------- |
| 1952 | ライムライト                 | テリー               | クレア・ブルーム       | メリッサ・ヘイデン         |
| 1983 | フラッシュダンス             | アレックス           | ジェニファー・ビールス | マリーヌ・ジャハーン       |
| 1986 | ドリーム・トゥ・ビリーヴ     | ロビン・クルー       | オリヴィア・ダボ       | シンシア・ローズ           |
| 2001 | セイブ・ザ・ラストダンス     | サラ                 | ジュリア・スタイルズ   | クリッシー・ホワイトヘッド |
| 2010 | アリス・イン・ワンダーランド | タラント・ハイトップ | ジョニー・デップ       | デイビット・バーナル       |
| 2010 | ブラック・スワン             | ニナ・セイヤーズ     | ナタリー・ポートマン   | サラ・レーン               |
| 2011 | アジャストメント             | エリース・セラス     | エミリー・ブラント     | Acacia Schachte            |